# 버터 쿠키

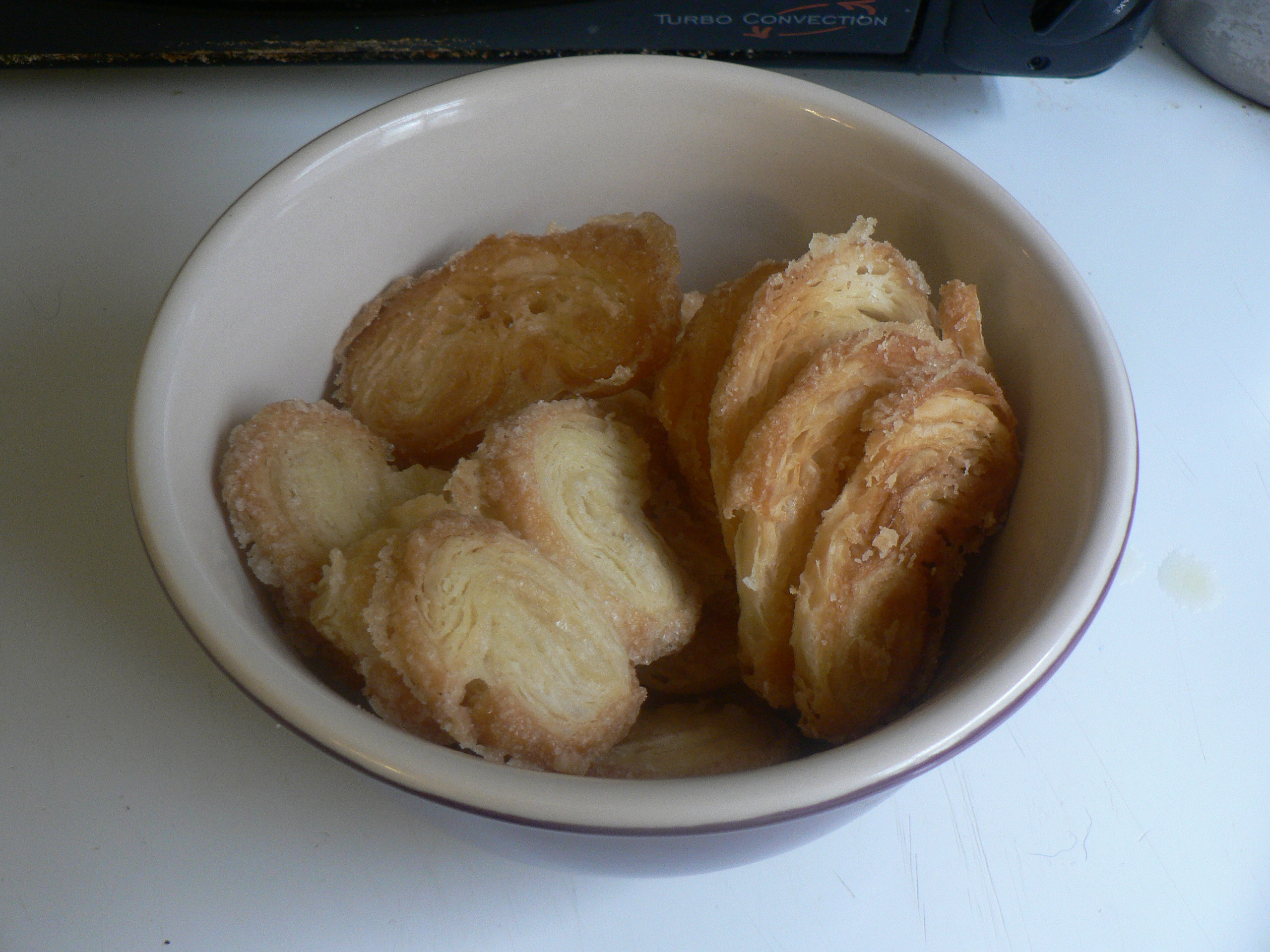
버터 쿠키

버터 쿠키, 혹은 버터 비스킷이라고 불리는 이 과자는 사블레나 덴마크 비스킷이라고도 알려져 있다. 설탕과 밀가루, 버터를 포함하며 일반적으로 팽창제를 넣지 않는다. 가끔 '크리스피' 쿠키라고 분류되는데, 이는 이 과자가 많은 양의 설탕과 버터를 포함해서 나타나는 바삭함 때문이다. 한국에서는 냉동 쿠키라는 이름으로 흔히 알려져 있다. 중국, 독일, 이탈리아, 캐나다 등에서는 크리스마스에 많이 먹는다.

## 재료배합
기본적으로 버터와 설탕, 밀가루만 있어도 훌륭한 버터 쿠키를 만들 수 있다. 바삭한 식감을 내기 위해서는 반죽을 다 만들고 나서 반드시 냉동을 해야 한다. 이는 파이의 제조원리와 유사하다.

### 변형
보통 밀가루, 설탕, 버터의 기본재료만으로 만들지만 향을 내기 위해 바닐라향이나 코코아가루를 섞기도 하며, 여러 가지 과실이나 견과류 따위의 충전물을 넣고 만들기도 한다. 난황을 넣으면 부드러운 맛이 난다.

### 장식
반죽을 긴 원통형으로 굳힌 후 여기에 달걀물을 발라 설탕을 뿌려 굽지만, 이는 사블레의 장식이며, 영미권 국가에서는 후식용 파이반죽처럼 얇게 펴서 틀로 찍어내 굽기도 한다. 또 길게 만들어 굳힌 반죽은 성형성이 가장 좋기 때문에 색을 낸 반죽을 격자무늬로 겹치거나 꼬아서 굽기도 한다.

## 같이 보기
- 쿠키
- 초코 칩 쿠키